# Kramers Ergot

Kramers Ergot est une série d'albums de bande dessinée collectifs publiés aux États-Unis d'Amérique sous la direction de Sammy Harkham depuis 2000.

## Histoire
Les quatre premiers numéros sont publiés par Harkham lui-même sous le label Avodah Books de 2000 à 2003. À la suite du succès du quatrième numéro (où l'on trouve des histoires d'Anders Nilsen et Jeffrey Brown, entre autres), Gingko Press le réédite en 2004, et se charge la même année du cinquième, où figurent Chris Ware et Gary Panter. Pour son sixième numéro, Harkham change encore d'échelle, entamant une collaboration avec Buenaventura Press (en). Encore plus ambitieux, celui-ci est en 2006 un succès critique.
Pour le septième numéro, Harkham choisit de faire un album au format géant, inspiré par le format des originaux des sunday pages américaines et les éditions Sunday Press de Peter Maresca : 16 pouces sur 21 (40,6 cm sur 53,3). À cette taille, le livre doit être assemblé à la main, et le coût s'en ressent, avec un prix de 125 dollars américains. La liste des contributeurs s'étend encore, aussi bien du côté américain (Ivan Brunetti, Dan Clowes, Kim Deitch, Matt Groening, Ben Katchor, Anders Nilsen, Adrian Tomine, Chris Ware, etc.) qu'étranger (Stéphane Blanquet, Blexbolex, Conrad Botes, Joe Daly, Ruppert et Mulot, Helge Reumann, etc.). Certains critiquent le prix.
À la suite de la faillite de Buenaventura Press en 2010, Harkham doit attendre 2012 pour publier chez PictureBox le huitième volume de Kramers Ergot. 
Le neuvième volume est publié par Fantagraphics Books en avril 2016, sous une couverture de John Pham. Le dixième opus, qui présente un grand format souple pensé pour évoquer les magazines de photographies, parait en juillet 2019. Il est considéré comme le meilleur volume depuis le numéro 6 par le Comics Journal.

## Numéros
| Numéro | Éditeur, Date, ISBN | Contributeurs |
| ------ | --- | --- |
| 1      | Avodah Books (2000) | Sammy Harkham, Justin Howe, David Brook, Luke Quigley. |
| 2      | Avodah Books (2001) | Sammy Harkham, Justin Howe, David Brook, Luke Quigley. |
| 3      | Avodah Books (2002) | Mark Burrier (en), Ben Jones (fi), Sara Varon (en), Stefan Gruber (en), Kathleen Lolley, Neil Fitzpatrick (en), Joe Grillo (en), Hans Rickheit (en), Zack Soto, Luke Quigley, Mat Tait (en), Sammy Harkham. |
| 4      | Avodah Books (2003) (ISBN 0-9677989-5-7) Réédité par Gingko Press (2004) Réédité par Buenaventura Press (2008) (ISBN 0-9800039-7-0) | Mat Brinkman (en), Renée French, Anders Nilsen, Leif Goldberg, Lauren Weinstein (en), Marc Bell, Allison Cole, C.F. (en), Jim Drain (en), Tobias Schalken, Billy Grant, Andrew Brandou, Josh Simmons, Geneviève Castrée, Joe Grillo (en), David Heatley (en), Dave Kiersh, Souther Salazar, Laura Grant, Stefan Gruber (en), David Lasky, Ben Jones, Jeffrey Brown, Ron Regé, Jr., John Hankiewicz, et d'autres (liste incomplète). |
| 5      | Gingko Press 2004 (ISBN 1-58423-172-6)                                                                                              | Chris Ware, Dan Zettwoch, Fabio Viscogliosi, Elvis Studio (Helge Reumann et Xavier Robel), Jordan Crane (en), Marc Bell, Gabrielle Bell, Gary Panter, Leif Goldberg, Souther Salazar, Sammy Harkham, Neil Burke, Mat Brinkman (en), David Heatley (en), Kevin Huizenga, Anders Nilsen, C.F. (en), J. Bradley Johnson, Tom Gauld, Ron Regé, Jr. et Paper Rad (en) |
| 6      | Buenaventura Press 2006 (ISBN 0-9766848-7-X)                                                                                        | Elvis Studio (Helge Reumann et Xavier Robel), Ron Regé, Jr., Ben Jones (fi), Jerry Moriarty (en), Tom Gauld, Vanessa Davis (en), Chris Cilla, Shary Boyle, Suihō Tagawa, Fabio Viscogliosi, C.F. (en), Dan Zettwoch, Marc Smeets, Jason T. Miles, Bald Eagles, Paper Rad (en), Andrew J. Wright, Gary Panter, Martin Cendreda, Matthew Thurber, James McShane, Marc Bell, Sammy Harkham, Souther Salazar, Jeff Ladouceur et John Porcellino. |
| 7      | Buenaventura Press 2008 (ISBN 0-9800039-5-4)                                                                                        | Rick Altergott (en), Gabrielle Bell, Jonathan Bennett, Stéphane Blanquet, Blexbolex, Conrad Botes, Shary Boyle, Mat Brinkman (en), John Brodowski, Ivan Brunetti, C.F. (en), Chris Cilla, Jacob Ciocci (en), Dan Clowes, Martin Cendreda, Joe Daly, Kim Deitch, Matt Furie (en), Tom Gauld, Leif Goldberg, Matt Groening, John Hankiewicz, Sammy Harkham, Eric Haven, David Heatley (en), Tim Hensley (en), Jaime Hernandez, Walt Holcombe, Kevin Huizenga, J. Bradley Johnson, Ben Jones, Ben Katchor, Ted May, Geoff McFetridge (ja), Jesse McManus, James McShane, Jerry Moriarty (en), Anders Nilsen, John Pham (en), Pshaw, Aapo Rapi, Ron Regé, Jr., Xavier Robel, Helge Reumann, Florent Ruppert et Jérôme Mulot, Johnny Ryan, Richard Sala (en), Souther Salazar, Frank Santoro, Seth, Shoboshobo, Josh Simmons, Anna Sommer, Will Sweeney, Matthew Thurber, Adrian Tomine, Carol Tyler, Chris Ware, et Dan Zettwoch. |
| 8      | PictureBox 2012 (ISBN 0-9845892-7-9)                                                                                                | Robert Beatty, Gary Panter, C.F. (en), Kevin Huizenga, Gabrielle Bell, Dash Shaw, Frank Santoro, Tim Hensley (en), Takeshi Murata, Johnny Ryan, Leon Sadler, Chris Cilla, Anya Davidson, Sammy Harkham, Ron Embleton, et Frederic Mullally avec une introduction de Ian Svenonius. |
| 9      | Fantagraphics 2016 (ISBN 1-6069991-2-5)                                                                                             | Steven Weissman (en), Noel Freibert, Gabrielle Bell, Michael Deforge, Helge Reumann, Johnny Ryan, Anya Davidson, Al Columbia (en), Tim Hensley (en), John Pham, Dash Shaw, Amandine Meyer, Adam Buttrick, Leon Sadler, Gabriel Corbera, Andy Burkholder, Jerry Moriarty (en), Antony Huchette, Lale Westvind, Kim Deitch, Julia Gfrörer, Baptiste Virot, Trevor Alixopulos, Patrick Kyle, Alex Schubert, Matthew Thurber, Manuele Fior, Stefan Marx, Abraham Diaz, Marc Bell, Andrew Jeffrey Wright, Antoine Cossé, Jonny Negron, Ben Jones (fi), Archer Prewitt, et Renée French. |
| 10     | Fantagraphics 2016 (ISBN 1-6839608-9-0)                                                                                             | R. Crumb, Dash Shaw, Lale Westvind, David Collier, Anouk Ricard, C.F., Jason Murphy, Blutch, Shary Flenniken, Johnny Ryan, John Pham, Ron Regé Jr., Simon Hanselmann, Anna Haifisch, Ivan Brunetti, David Amram, Helge Reumann, Frank King, Steve Weissman, Aisha Franz, Leon Sadler, Adam Buttrick, Archer Prewitt, Connor Willumsen, Bendik Kaltenborn, Will Sweeney, Rick Altergott, Kim Deitch, Marc Bell, S Harkham. Couverture de Lale Westvind |

## Distinction
- 2009 : Prix Ignatz de la meilleure anthologie pour le numéro 7

## Documentation
- Derik Badman, « Kramer's Ergot 7 », sur Du9, septembre 2009.
- (en) Greg Stump, « Kramers Ergot #7 », dans The Comics Journal no 299, Fantagraphics, août 2009, p. 100-102.
- Paul Gravett (dir.), « Les années 2000 : Kramers Ergot », dans Les 1001 BD qu'il faut avoir lues dans sa vie, Flammarion, 2012 (ISBN 2081277735), p. 728.